# Герман Казански
Архиепископ Герман (рођ. Григориј Федорович Садирјев-Полев; 1505, Старица — 6. новембар 1567, Москва) — епископ Руске православне цркве, архиепископ казански и свијашки, кандидат за престо Московске митрополије. Светитељ Руске православне цркве.
Спомен (по јулијанском календару): на дан упокојења 6. новембра, први пренос моштију 25. септембра и на дан другог преноса моштију 23. јуна. Његове мошти почивају у Свијажску, у Богородицком манастиру.

## Биографија
Григориј Полев је рођен у Старици и потекао је из породице Полев, која води порекло од бојара Александра Борисовича Пола – потомка кнезова Смоленска. Према кнезу Курбском, Григорије је био „светли човек, чак се и Полеви називају, племство по рођењу“. Кнежевску титулу изгубио је Ф.Д. Полев, Григоријев пра-прадеда, који је ступио у службу волоцког кнеза Бориса Васиљевича.
Григорије је са 25 година примио монашки постриг са именом Герман у манастиру Волоколамск, где се подвизавао под руководством игумана Гурија (касније архиепископа казанског) и радио на преписивању књига. У инвентару књига Волоколамског манастира за 1545. годину налазе се уписи: „Јеванђеље на десето писмо Германова из Садирјева“, „Богородица на десето писмо Германова из Садирјева“. У манастиру је Герман упознао Максима Грка, који је тамо служио казну.
Почетком 1551. године Герман је постављен за архимандрита Успенског манастира Старицки. Године 1554. био је у Москви током суђења јеретику Матвеју Башкину; Герман је добио упутство да га прати у изгнанство у Волоколамски манастир. Испунивши наређење, Герман је остао у манастиру као благајник.
Свети Гурије је, примивши на управљање ново казанско стадо, позвао Германа код себе и 3. фебруара 1555. године поставио за игумана Гуријевог манастира Свијажске Богородице Успења, што је било веома важно за ширење хришћанства међу странцима. Казањске области. Под Германом су у манастиру подигнуте камене цркве: црква у име Светог Николаја Чудотворца са звоником и трпезаријом (1556) и Успенски сабор (1558). У Казању је отворено манастирско подворје, које је до краја 16. века постало самосталан манастир.
После Гуријеве смрти 12. марта 1564. године, Герман је изабран за архиепископа Казанског и Свијажског од Сабора руских епископа, поставши наследник Светог Гурија. У Казању је провео око две године и био је позван у Москву да учествује на Земском и Црквеном сабору.

## Кандидат за митрополита
Док је био у Москви 1566. године, Герман је, на хитну молбу цара Ивана Грозног, против његове воље, постављен за московског митрополита.
Велики кнез је молио казанског епископа Германа да преузме митрополитски престо. Герман се успротивио, али је одлуком Преосвећеног сабора принуђен да постане митрополит.
Герман је био настањен у митрополитским одајама до свог уздизања у чин. У то време, светац је захтевао да Иван укине опричнину и почео да га осуђује, позивајући га на покајање. Цар, слушајући протесте својих блиских, који су говорили: „Зар заиста желиш, Царе, да будеш још горчи у заточеништву са тим епископом него што си био са Алексејем и Силвестром неколико година раније?“, наредио да каже Герману: „Још ниси уздигнут у митрополију, а већ ми одузимаш слободу“ и протерао га из митрополитског двора, наложивши да се држи у Москви под присмотром. Вероватно Герман није рашчињен јер се његово име помиње у Никоновом летопису међу осталим учесницима обреда устоличења московског митрополита Филипа.
Свети Герман је преминуо у Москви 6. новембра 1567. године за време пошасти, али постоји мишљење да је или задављен или отрован по наређењу цара. У својој Историји великог кнеза Москве, Андреј Курбски пише да је два дана након протеривања из митрополитских одаја његово тело пронађено у дворишту и додаје: "Овиј говори о оном који је у тајности задављен због његове [краљевске] заповести, али је Овија убио смртоносни отров" — Андреј Курбски. "Прича о великом кнезу Москви"
Према житију светог мученика Филипа, Германа је у својој келији убио стражар, који му је секиром одсекао главу. Откривање Германових моштију 1888. и њихово отварање 1922. делимично су потврдили ову верзију. У опису моштију стоји: „Глава му је одсечена, и на неки начин необичан у обичном погубљењу, са два ударца – једним испред, одсеченим доњи део, а другим по потиљку“.

## Сахрањивање и поштовање
Светитељ је сахрањен у несачуваном кремаљском Саборном храму Светог Николаја Чудотворца Гостунског. Његове мошти су пронађене 1595. године (према другим изворима 1592. године) и, уз дозволу цара Теодора Јоановича, пренете су у манастир Свијажске Богородице. Године 1714. његове мошти су пренете из олтара Успенске цркве манастира у сам храм. Године 1842. за мошти је урађена нова чемпресова светиња сребром позлаћена, а 1888. године на главу светитеља стављена је нова митра, док је у протоколу забележена нетрулежност моштију и рез на врату, због чега је могуће говорити о мучеништву. Састављена је нова служба, где се светитељ назива свештеномучеником, али Синод није дозволио њено објављивање.